# Rodella
|  | Pel que fa al terme heràldic, vegeu Besants i rodelles. |

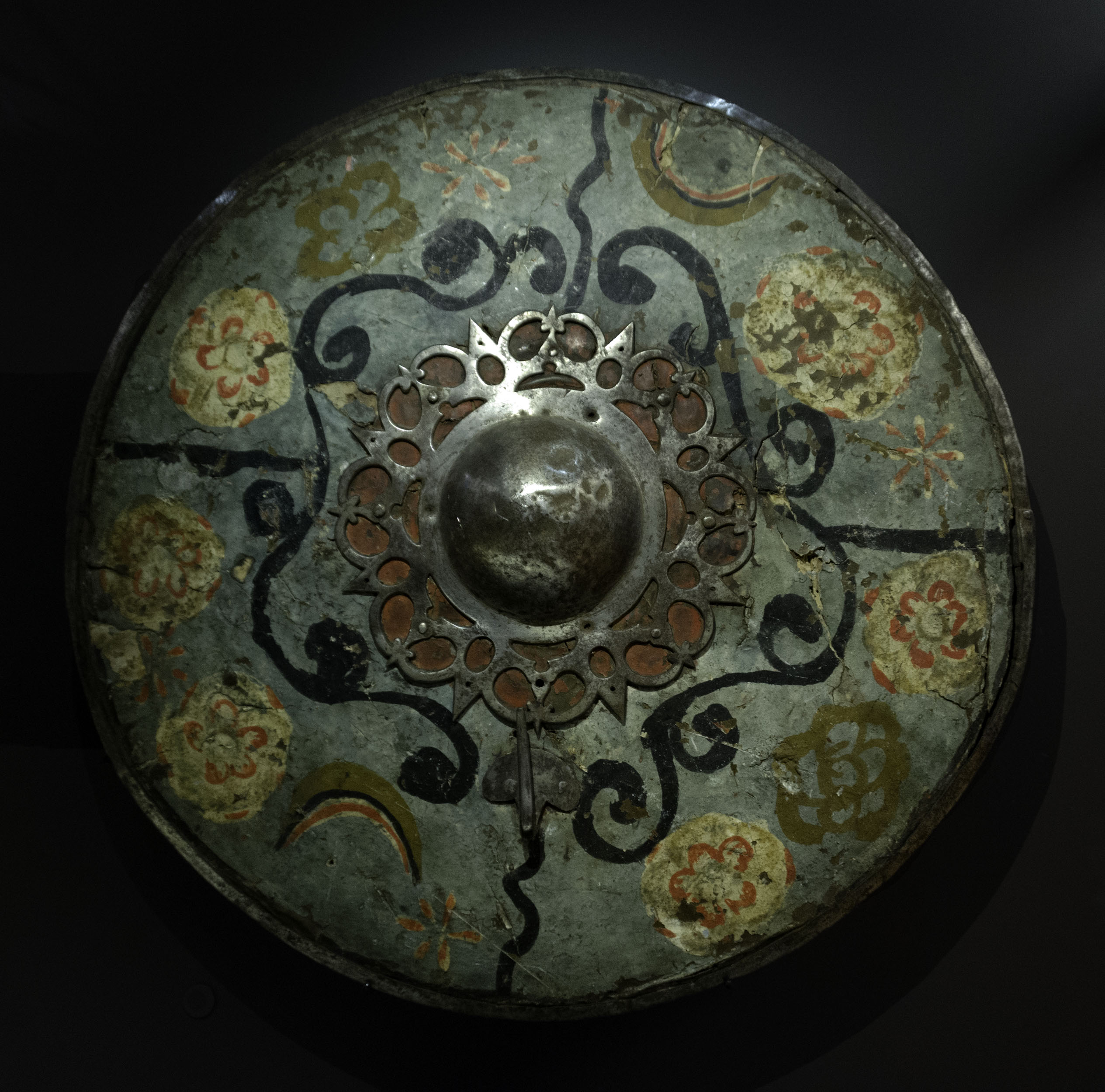
Rodella

La rodella és un escut lenticular d'uns 50-60 cm de diàmetre, que va fixat al braç mitjançant corretges i una nansa. És propi dels infants en formació de combat i també s'usa en els duels.
El seu ús a través del temps és constant: des de l'edat antiga (exèrcit romà i contemporanis) fins a l'edat moderna (segle xvii). S'utilitzava sobretot per a lluitar amb espasa (de qualsevol tipologia «lleugera», incloent-hi l'«espasa de punta i tall», en anglès sidesword).
Estan construïdes en fusta de 0,5 cm. (més l'entelat) o en acer d'1 mm nervat o amb reforços de 1,5 mm. El seu pes ronda el quilo. Com anècdota, al segle xvii es van fabricar rodelles antibales (de 5 kg de pes) i rodelles de canons (rodelles amb pistoles incrustades), etc.
Etimològicament, aquesta paraula tenia un ús ancestral en occità provençal (rodella).